# Hamilton Naki
Hamilton Naki (Ngcangane, 26 de junho de 1926 – Langa, 29 de maio de 2005) foi um "cirurgião" e professor sul-africano sem nenhuma formação acadêmica ou diploma. Citado em diversas publicações como assistente cirúrgico do doutor Christiaan Barnard, nas investigações que resultaram no primeiro transplante de coração realizado com êxito no mundo, no Groote Schuur Hospital, na África do Sul, em 1967. Naki, em entrevista, disse que participou da intervenção que resultou no transplante histórico, embora não haja nenhum registro no hospital sobre a sua colaboração no feito.

## Biografia
Naki nasceu de uma família pobre em uma pequena aldeia do estado de Cabo do Leste, na África do Sul, de nome Ngcingane. Lá ele completou seu curso primário. Com 14 anos de idade, de carona, foi a procura de trabalho na Cidade do Cabo, arranjando emprego de jardineiro na Universidade da Cidade do Cabo.

## Carreira médica
Selecionado por Robert Goetz, da Faculdade de Medicina da Universidade da Cidade do Cabo, para trabalhar nos laboratórios da clínica, ajudou inicialmente cuidando dos animais cobaias do laboratório. Em uma determinada ocasião, Goetz lhe pediu para segurar uma girafa enquanto ele a operava. Para surpresa de Goetz, além dessa simples tarefa, Naki foi se envolvendo com maestria em outros procedimentos cirúrgicos mais complexos, incluindo suturas, analgésias e cuidados pós-operatórios. Apesar da sua carência de estudos formais, sua técnica e capacidade foram reconhecidas, recebendo, assim, permissão especial para continuar suas pesquisas no laboratório, com animais, incluindo transplantes, embora nunca pudesse trabalhar como médico de humanos pelas leis do apartheid.
Naki se converteu em um dos quatro técnicos de laboratório de pesquisa da Faculdade de Medicina. Dava assistência aos jovens cirurgiões em suas atividades com animais no laboratório, inclusive em pesquisas em transplantes de rins, coração e fígado. 
Mesmo registrado nos documentos do hospital como faxineiro e jardineiro, Naki recebia salário de técnico de laboratório, o mais alto do hospital para alguém sem diploma.

## Aposentadoria
Naki aposentou-se em 1991 como jardineiro. Com o fim do apartheid, recebeu, em 2002, como reconhecimento pelo seu trabalho, a Ordem Nacional de Mapungubwe. Em 2003 recebeu um diploma honorário em medicina pela Universidade da Cidade do Cabo. Aposentado, Naki continuou trabalhando como cirurgião em um ônibus adaptado como clínica móvel.

## Polêmica
Com o reconhecimento adquirido após o término do apartheid, Naki se tornou famoso mundialmente. Em um determinado momento, em entrevista, confirmou sua participação no primeiro transplante de coração, extraindo o coração do doador. No entanto, não há quaisquer referências e registros "oficiais" sobre o fato. Ele teria sido escolhido pelo Dr. Christiaan N. Barnard para participar do primeiro transplante de coração no mundo. Numa entrevista, Dr. Barnard disse que "um dos maiores pesquisadores de todos os tempos no campo dos transplantes de coração".

## Morte
Naki morreu em sua casa, em Langa, próximo à Cidade do Cabo, em 29 de maio de 2005, devio a problemas cardíacos.